# Aconogonon phytolaccifolium
Aconogonon phytolaccifolium är en slideväxtart som först beskrevs av Meissn. och John Kunkel Small, och fick sitt nu gällande namn av John Kunkel Small och Per Axel Rydberg. Aconogonon phytolaccifolium ingår i släktet sliden, och familjen slideväxter. Utöver nominatformen finns också underarten A. p. glabrum.